# Potnioides corniculatus
Potnioides corniculatus är en insektsart som beskrevs av Creão-duarte 1997. Potnioides corniculatus ingår i släktet Potnioides och familjen hornstritar. Inga underarter finns listade i Catalogue of Life.